# پیرکوه
پیرکوه، روستایی از توابع دیلمان شهرستان سیاهکل در استان گیلان ایران است.
پیرکوە منطقه ای در دیلمان جنوب استان گیلان است که مردمانش با قدمتی دیرینه در این سرزمین زندگی می‌کنند. 
آیین و باورهای مردم پیرکوه ترکیبی از دین اسلام و سنت‌های زرتشتی است که طی قرون متمادی حفظ شده و احترام به طبیعت و عناصر مقدس کوهستان در آن جایگاه ویژه‌ای دارد.
نام «پیرکوه» بیانگر احترام به مکان‌های مقدس و معنوی است و نشان‌دهنده ارتباط دیرینه این مردم با طبیعت و تاریخ منطقه خود است.
پیرکوه نمونه‌ای است از فرهنگ و تمدنی کهن که در دل کوهستان‌های دیلمان هنوز است

## محصولات
پیرکوه با اقلیم خشکی که دارد ، محل تولید محصولات کشاورزی مانند گندم، جو، سیب‌زمینی و حبوبات است. درختان گردو، فندق، وهمچنین در برخی مناطق سیب و آلوچه و زیتون نیز در باغات منطقه یافت می‌شوند.

## جغرافیا
دهستان پیرکوه در بخش شرقی استان گیلان واقع شده و بخشی از ناحیه کوهستانی دیلمان است. این منطقه به دلیل ارتفاع زیاد و کوهستانی بودن، دارای آب و هوای سرد و مرطوب است و پوشش گیاهی متنوعی دارد. کوه‌ها، رودخانه‌ها و جنگل‌های پیرکوه زیستگاه گونه‌های مختلف گیاهی و جانوری به شمار می‌آیند و این منطقه را به یکی از مناطق طبیعی مهم استان تبدیل کرده‌اند.

## وجه تسمیه
نام «پیرکوه» از دو کلمه «پیر» به معنی مقدس یا کهنسال که «کوه» مقدسی در آن مکان وجود دارد که  تشکیل شده است. این نام بیانگر احترام مردم به این مکان و ارتباط معنوی آن‌ها با کوه و طبیعت است.

## جمعیت وپشینه تاریخی
```
 دیلمیان اقوام باستانی و جنگاور در شمال ایران هستند که تاریخ حضورشان به قرن ها پیش از اسلام بازمی‌گردد. مناطقی جنوبی گیلان و موقعیت جغرافیایی سخت‌گذر و محل مقاومت جدی در برابر حملات تازیان بود.
```

مردم پیرکوه از دیلمیان کُرد هستند از دیلمستان کهن( گیلان کنونی ). 
وآمار ایران در سال ۱۳۸۵، جمعیت روستای پیرکوه ۶۶۱ نفر (۲۰۱خانوار) بوده‌است.